# Altaria (band)
Altaria is een Finse heavymetal- en hardrockband.

## Discografie

### Studioalbums
- 2003 - Invitation
- 2004 - Divinity
- 2006 - The Fallen Empire
- 2009 - Unholy
- 2022 - Wisdom

### Compilatiealbums
- 2003 - Warmth In The Wilderness Vol. II - A Tribute To Jason Becker (Japanse bonustrack Stranger)
- 2004 - Metal Train Compilation CD (Final Warning)
- 2004 - Maximum Rock Vol. 6 (Enemy)
- 2007 - Divine Invitation (The Best Of Invitation & Divinity and more!) (complicatie)